# 3061 Cook
A 3061 Cook (ideiglenes jelöléssel 1982 UB1) a Naprendszer kisbolygóövében található aszteroida. Edward L. G. Bowell fedezte fel 1982. október 21-én.